# استفانو چیمینی
استفانو چیمینی (انگلیسی: Stefano Chimini؛ زادهٔ ۲۳ مهٔ ۱۹۹۳) بازیکن فوتبال اهل ایتالیا است.
از باشگاه‌هایی که در آن بازی کرده‌است می‌توان به باشگاه فوتبال مونتسا اشاره کرد.